# Wonderland (Film)
Wonderland (koreanischer Originaltitel: 원더랜드) ist ein südkoreanischer Film aus dem Jahr 2024. Der Film wurde zwischen 2020 und 2021 gedreht und sollte ursprünglich in der zweiten Jahreshälfte 2021 in die südkoreanischen Kinos kommen, jedoch wurde der Kinostart aufgrund der COVID-19-Pandemie und deren Auswirkungen zunächst auf unbestimmte Zeit verschoben. Der Kinostart des Films erfolgte schließlich am 5. Juni 2024 in Südkorea. Der Streamingdienst Netflix sicherte sich durch eine Vereinbarung mit dem Vermarkter des Films, Acemaker Movieworks, die weltweiten Veröffentlichungsrechte an dem Film, mit Ausnahme der beiden Märkte Südkorea und China. Am 26. Juli 2024 nahm Netflix den Film in sein Angebot auf.

## Handlung
Der Dienstleister Wonderland hat eine fortschrittliche KI auf den Markt gebracht, die es Menschen ermöglicht, mit geliebten Angehörigen und Freunden zu kommunizieren, die nicht mehr unter ihnen weilen oder aus ähnlichen Gründen nicht greifbar sind. Der Film erzählt die Geschichten verschiedener Nutzer von Wonderland, darunter Bai Li, eine Mutter, die bereits verstorben ist und dank Wonderland ihre kleine Tochter in dem Glauben lassen kann, sie sei noch am Leben; von der Flugbegleiterin Koo Jeong-in, die den Dienst nutzt, um mit ihrem Freund Park Tae-joo in Kontakt zu treten, der in der realen Welt im Koma liegt; und von Seo Hae-ri sowie Kim Hyeon-soo, die zu dem Team gehören, welches an Wonderland arbeitet. Außerdem beschäftigt sich der Film mit den positiven und negativen Aspekten von Wonderland, mit denen die Figuren konfrontiert werden, und den philosophischen Fragen, die sich daraus ergeben.

## Besetzung und Synchronisation
Die deutschsprachige Synchronisation entstand basierend auf der Übersetzung von Jonas Palussek nach dem Dialogbuch von Julius Hasper sowie unter der Dialogregie von Zoë Beck durch die Synchronfirma VSI Synchron in Berlin.
| Rolle                 | Schauspieler    | Synchronsprecher  |
| --------------------- | --------------- | ----------------- |
| Bai Li                | Tang Wei        | Manja Doering     |
| Koo Jeong-in          | Bae Suzy        | Moira May         |
| Park Tae-ju           | Park Bo-gum     | Konrad Bösherz    |
| Seo Hae-ri            | Jeong Yu-mi     | Melinda Rachfahl  |
| Kim Hyeon-su          | Choi Woo-shik   | Jonas Lauenstein  |
| Seong-jun             | Gong Yoo        | Lasse Dreyer      |
| Hwa Ran               | Paw Hee-ching   | Nina Herting      |
| Bai Jia               | Yeo Ga-won      | Milena Rybiczka   |
| Lee Yong-sik          | Choi Moo-sung   | Felix Würgler     |
| Choi Jin-gu           | Tang Jun-sang   | Patrick Baehr     |
| Song Jeong-ran        | Sung Byung-sook | Frauke Poolman    |
| Gil-soon              | Kim Sung-ryung  | Carolina Vera     |
| Stella                | Park Hee-von    | Juliane Schöttler |
| Mutter von Seo Hae-ri | Kang Ae-sim     | Anna Dramski      |
| Vater von Seo Hae-ri  | Lee Eol         | Stephan Baumecker |
| Yun-cheol             |                 | Michael Kühl      |